# Борго Ерас А (Палермо)
Борго Ерас А је насеље у Италији у округу Палермо, региону Сицилија.
Према процени из 2011. у насељу је живело 16 становника. Насеље се налази на надморској висини од 601 м.